# William Falck
Hans William Falck (født 9. september 1894 i København, død 5. december 1966 smst.) var en dansk erhvervsleder, der var direktør for redningsvirksomheden Falck.
Han var søn af virksomhedens grundlægger, Sophus Falck. I 1918 købte faderen Ambulance-Stationen i Odense og udvidede den allerede året efter, hvor den skiftede navn til Fyns Redningskorps. William Falck blev dens leder. Forretningen blev udvidet i 1923 med brandslukningstjeneste i Svendborg, hvor William Falcks bror, Harry Falck, blev stationsleder.
Falck udvidede efterhånden aktiviteterne, så man var til stede i hver fjerde købstad i landet.
Sønnen Jørgen Falck efterfulgte i 1964 sin far som direktør for Falck.
William Falck er begravet på Garnisons Kirkegård i København.